# Otello Ceccato
Otello Ceccato (Padova, 24 marzo 1928 – Ferrara, 28 giugno 2014) è stato un pittore italiano.

## Biografia
Da ragazzo aveva appreso da suo padre Guido l'arte di intagliare il legno. Frequentò l'istituto d'arte Pietro Selvatico a Padova e, successivamente, i corsi liberi di pittura presso l'Accademia di belle arti di Venezia, sotto la guida di Bruno Saetti. 
Esordì come scultore e, dopo alcuni intensi soggiorni all'estero (Belgio, Svizzera), nel 1956 si stabilì a Copparo, residenza della moglie Luisa Cervi. Qui trovò impiego come disegnatore e illustratore pubblicitario presso la ditta Berco; nel contempo si dedicò all'attività di arredatore d'interni, progettando negozi, bar e ristoranti. Gradualmente decise di dedicarsi alla pittura, organizzando nel 1975 la sua prima personale presso la galleria Pomposiana di Ferrara. Negli anni tenne numerose mostre personali, per giungere alle ultime due, nella primavera 2014, allestite presso il Museo del mondo agricolo ferrarese di San Bartolomeo in Bosco e presso la sala Mediolanum di Ferrara, poche settimane prima della sua morte.

## Pittura
La tavolozza di Otello Ceccato era impostata su toni verdi e azzurri, con un impeccabile tonalismo e una luce fredda che caratterizzava sia i paesaggi che i ritratti La sua opera si articolava spesso in cicli tematici, a cominciare da quello sulla Lavorazione della canapa, esposto nel 1978 presso il centro attività visive del Palazzo dei Diamanti e quindi riproposto in varie sedi della provincia ferrarese. L'anno seguente è la volta dei Giochi dei fanciulli, esposto al Caffè Pedrocchi di Padova. Del 1980 è il ciclo Le isole abbandonate della laguna veneta, presentato in Germania a Francoforte, mentre Venezia dipinta in sogno è stata presentata nel 1985 a Parigi e a San Pietroburgo. Nel 1987 Le mura di Ferrara è stato esposto al centro Einaudi di Quacchio di Ferrara, e, sempre a Ferrara, Viaggiando lungo il Po e il suo delta è stato allestito nel 1989. 
Nel 1990 a Roma espone gli Acquarelli sul fiume di Roma, nel 1992 lo Specchio di civiltà nei Colli Euganei ad Abano Terme, nel 1996 le Chiese veneziane a Venezia e nel 1998 i Portali ferraresi a Ferrara. 
Trasferitosi per qualche anno a Marina di Massa, nel 2002 presentò i Castelli della Lunigiana al Palazzo Ducale di Massa e, rientrato nel ferrarese, nel 2008 espose nella Biblioteca Ariostea di Ferrara i Mondi Fantastici dell'Ariosto e del Tasso.
Sue opere sono conservate presso la Camera di commercio e presso la Chiesa di San Girolamo di Ferrara; nell'Arcipretale di Copparo si trova la pala d'altare dedicata a don Orione. Il ritratto da lui eseguito al beato fu molto apprezzato da Papa Giovanni Paolo II.
Altri suoi dipinti si trovano presso le raccolte d'arte dei Comuni di Ferrara, Comacchio, Codigoro, Bondeno e Copparo: per quest'ultimo Comune, Ceccato diresse per alcuni anni l'attività espositiva presso la galleria Oreste Marchesi.